# Saga de Xam
Saga de Xam è una storia a fumetti francese di genere fantascientifico realizzata Jean Rollin e Nicholas Devil, pubblicato in un unico volume nel 1967 dall'editore Eric Losfeld. Costituisce uno esempio di fumetto psichedelico, che rappresenta inoltre numerose istanze culturali tipiche della seconda metà degli anni sessanta.

## Trama
Saga, ragazza dalla pelle azzurra del pianeta Xam.

## Storia editoriale
Le tavole vennero originariamente disegnate su fogli di grande formato, riducendo le quali si sono create intere didascalie e dialoghi scritti in caratteri microscopici. Il volume, stampato su carta da 300 grammi, è estremamente raro ed è da tempo uno dei libri a fumetti più ricercati dai collezionisti di tutto il mondo.